# Malik Mezzadri

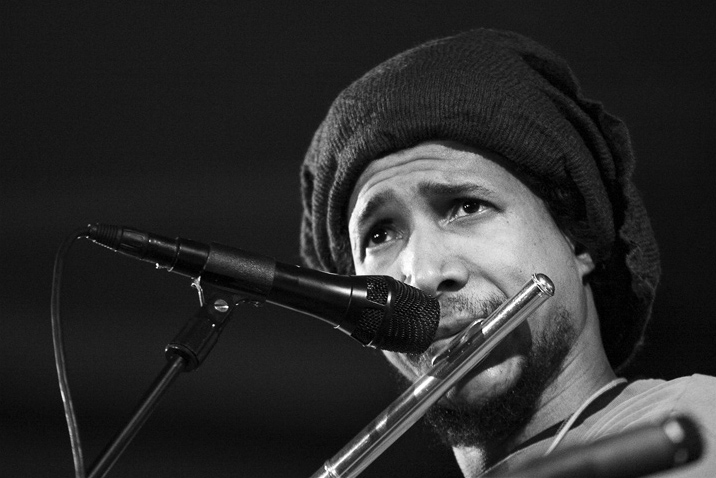
Malik Mezzadri (2007)

Malik Mezzadri, genannt Magic Malik (* Januar 1969 in Abidjan, Elfenbeinküste) ist ein französischer Jazz-Flötist.

## Leben
Mezzadri wuchs in Guadeloupe auf, wo er mit 13 Jahren klassischen Flötenunterricht bekam. 1986 studierte er am Konservatorium von Marseille, wo er einen ersten Preis bekam, und danach am CIM in Paris. Er schloss sich der Gruppe „Human Spirit“ an, mit der er 10 Jahre spielte. 1998 trat er der Groove Gang von Julien Lourau bei, mit der er 1999 auf weltweite Tournee ging (Afrika, Zentralamerika und Karibik, Nordeuropa). Er ist auch auf den Alben „City Boom Boom“ von 1998 und „Gambit“ (2000) der Groove Gang zu hören. 
Im Jahr 1997 veröffentlichte er „HW I Project“. In 2001 nahm er sein erstes Album unter eigenem Namen mit dem Titel „69..96“ auf (Label Bleu), gefolgt 2003 vom Doppelalbum „00-237-XP 1“ und „13 XP’s Songs“ in 2004, auf dem er Chansons interpretiert. Diese Alben sind eingespielt mit seinem Magic Malik Orchestra, zu dem die Bassistin Sarah Murcia, Or Solomon an den Keyboards, der Schlagzeuger Maxime Zampieri und der Saxophonist Denis Guivarch gehören.
Mezzadri spielte auch mit dem Gitarristen Nelson Veras, mit St Germain, dem Saxophonisten Pierrick Pédron, Aka Moon, DJ Gilb-R, Harmen Fraanje und Steve Coleman. Stéphane Galland holte ihn 2012 in seine Band Lobi.
2016 gründete Mezzadri mit dem Trompeter Olivier Laisney ein eigenes Quintett, die Magic Malik Jazz Association. Zudem erfolgte 2021 die Aufnahme des Albums „Ka-frobeat“, das sich zunächst auf die Ka, die guadeloupeische Trommel, und den von Fela Kuti kreierten Afrobeat bezieht; es ist mit mittelformatiger Band und mehreren Sängern ein Eintauchen in die Traditionen Guadeloupes mit kreolischem Gesang. Die Kompositionen stammen meist von ihm selbst, wurden manchmal aber auch in Zusammenarbeit mit anderen geschrieben.

## Diskographie
- HWI Project, Salam Aleikum, 1997
- Magic Malik Orchestra: 69 96, Label Bleu, 2000
- Magic Malik Orchestra: 00-237 / XP-1, Label Bleu, 2003
- Magic Malik Orchestra: 13 xp's songs, Label Bleu, 2004
- Magic Malik Orchestra: XP2, Label Bleu, 2005
- Magic Malik, Minino Garay & Jaime Torres: Altiplano, Accords croisés, 2008
- Magic Malik Orchestra: Saoule, Label Bleu, 2008
- Magic Malik Orchestra: Bingo, Odduara Music, 2009
- Short Cuts, Bee Jazz, 2011
- Alternate Steps, Bee Jazz, 2012 (mit Sanne van Hek, Jozef Dumoulin, Jean-Luc Lehr, Maxime Zampieri).[3]
- Tranz Denied, Bee Jazz, 2013 (mit Hubert Motteau, DJ Oil und Gilbert Nouno, sowie Denis Guivarc‘h, Frauke Aulbert, Jessica Buresi).[4]
- Fanfare XP, Onze Heures Onze, 2018[5]
- Jazz Association, Jazz & People, 2019
- Fanfare XP2, Onze Heures Onze, 2020
- Ka-Frobeat, Onze Heures Onze, 2022 (mit Olivier Laisney, Maciek Lasserre, Maïlys Maronne, Mathilda Haynes, Oscar Emch, Zaf Zapha, Maxime Zampieri, David Mirandon, François Collombon. sowie Nicolas Genest, Johan Blanc, Dramane Dembelé)
- Magic Malik Jazz Association, b-records, 2024 (mit Olivier Laisney, Maxime Sanchez, Damien Varaillon, Stéfano Lucchini)[1]